# Wasserbehörde
Einer Wasserbehörde obliegt in Deutschland der Vollzug des Wasserhaushaltsgesetzes des Bundes, der Wassergesetze der Länder und den aufgrund dieser Gesetze erlassenen Rechtsverordnungen. Sie setzt damit u. a. auch die Bestimmungen der Wasserrahmenrichtlinie um.
Vergleichbare Behörden sind nach § 98 des Wasserrechtsgesetzes in Österreich die Wasserrechtsbehörden (Bezirksverwaltungsbehörden, der jeweilige Landeshauptmann und der Bundesminister für Land- und Forstwirtschaft, Umwelt und Wasserwirtschaft).
Der Aufbau kann je nach Bundesland zwei- oder dreistufig sein. Man unterscheidet
- die obersten Wasserbehörden, in der Regel die Umweltministerien der Länder,
- die oberen Wasserbehörden, in der Regel Landesämter, Landesverwaltungsämter oder Regierungspräsidien und
- die unteren Wasserbehörden (Wasserwirtschaftsämter), in der Regel die Verwaltungen der Landkreise und kreisfreien Städte.

## Bund
Der Vollzug der wasserrechtlichen Bestimmungen obliegt wie die meisten Verwaltungsangelegenheiten den Ländern. Als Bundesbehörden sind nur für einen sehr abgegrenzten Bereich (beispielsweise die ausschließliche Wirtschaftszone am Festlandsockel, z. T. der Küstenschutz und die Verwaltung der Bundeswasserstraßen) als Sonderbehörden das Umweltbundesamt, das Bundesamtes für Seeschifffahrt und Hydrographie und die Wasserstraßen- und Schifffahrtsverwaltung des Bundes errichtet.

## Länder

### Baden-Württemberg
In Baden-Württemberg ist gemäß § 80 Wassergesetz (WG BW) das Ministerium für Umwelt, Klima und Energiewirtschaft die oberste Wasserbehörde. Die vier Regierungspräsidien in Stuttgart, Karlsruhe, Freiburg und Tübingen sind die oberen Wasserbehörden, während die Aufgaben der unteren Wasserbehörden durch die Land- und Stadtkreise als untere Verwaltungsbehörden erfüllt werden.
Die Regierungspräsidien sind daneben nach § 83 WG BW als besondere Wasserbehörden, sogenannte Flussgebietsbehörden, für die großflächige Bewirtschaftung der Flussgebiete Alpenrhein/Bodensee, Hochrhein, Oberrhein, Neckar, Main und Donau zuständig.

### Bayern
In Bayern ist das Bayerische Staatsministerium für Umwelt und Verbraucherschutz (StMUV) die oberste Wasserbehörde. Die sieben Bezirksregierungen sind die oberen Wasserbehörden, während die Aufgaben der unteren Wasserbehörden durch 17 Wasserwirtschaftsämter als Fachbehörden und die 96 Kreisverwaltungsbehörden (Verwaltungsvollzug durch die kreisfreien Städte und Landratsämter) wahrgenommen werden. Zudem sind Teilaufgaben den Großen Kreisstädten und den leistungsfähigen kreisangehörigen Gemeinden übertragen. Weitere Fachbehörde ist das Landesamt für Umwelt (LfU).

### Berlin
In Berlin hat die Senatsverwaltung für Mobilität, Verkehr, Klimaschutz und Umwelt (SenMVKU) die Zuständigkeit als oberste Wasserbehörde. Bei Vorhaben bzw. Planungen, die eine Bundeswasserstraße berühren, ist die Wasserbehörde des Landes Berlin (d. h. SenStadtUm) hinsichtlich aller landeswasserrechtlichen Belange betroffen. Das Umwelt- und Naturschutzamt des Bezirks ist zugleich die Untere Wasserbehörde.

### Brandenburg
In Brandenburg bestimmt § 124 des Brandenburgischen Wassergesetzes (BbgWG) das jeweils nach der Resortzuteilung für Wasserhaushalt zuständige Ministerium, derzeit das Ministerium für Ländliche Entwicklung, Umwelt und Landwirtschaft, zur obersten Wasserbehörde, das Landesamt für Umwelt zum Wasserhaushaltsamt als obere Wasserbehörde und die Landkreise und kreisfreien Städte zu den unteren Wasserbehörden.

### Bremen
In Bremen gibt es drei Wasserbehörden (entsprechend den unteren Wasserbehörden anderer Länder):
- die Senatorin für Klimaschutz, Umwelt, Mobilität, Stadtentwicklung und Wohnungsbau für das Gebiet der Stadtgemeinde Bremen, mit Ausnahme des stadtbremischen Überseehafengebietes Bremerhaven,
- den Magistrat der Stadt Bremerhaven für das Gebiet der Stadtgemeinde Bremerhaven mit Ausnahme der Hafengebiete,
- das Hansestadt Bremische Hafenamt für das stadtbremische Überseehafengebiet Bremerhaven sowie die übrigen Hafengebiete in Bremen und Bremerhaven.[5]

Obere Wasserbehörde (entsprechend der obersten Wasserbehörde in anderen Ländern) ist die Senatorin für Klimaschutz, Umwelt, Mobilität, Stadtentwicklung und Wohnungsbau.

### Hamburg
In Hamburg ist ähnlich wie in Bremen eine zweistufige Hierarchie vorgesehen: Die Aufgaben der unteren Wasserbehörde nehmen die Bezirksämter wahr, die Aufgaben der oberen bzw. obersten Wasserbehörde ist der Behörde für Umwelt und Energie übertragen. Als besondere Wasserbehörden sind daneben die Hamburg Port Authority für den Hafenbereich und Sturmflutschutz, die Finanzbehörde für Entschädigungen und als Enteignungsbehörde, sowie der Senat als Ganzes für die staatliche Anerkennung von Heilquellen zuständig.

### Hessen
In Hessen sind die Wasserbehörden in § 64 des Hessischen Wassergesetzes (HWG) geregelt. Oberste Wasserbehörde ist das Hessische Ministerium für Umwelt, ländlichen Raum und Verbraucherschutz. Die obere Wasserbehörde sind die Regierungspräsidien in Kassel, Gießen und Darmstadt. Untere Wasserbehörden sind bei den Landkreisen und kreisfreien Städten angesiedelt.

### Mecklenburg-Vorpommern
In Mecklenburg-Vorpommern sind gem. § 106 Landeswassergesetz (LWaG) das Ministerium für Landwirtschaft, Umwelt und Verbraucherschutz als oberste Wasserbehörde und als untere Wasserbehörde die Staatlichen Ämter für Landwirtschaft und Umwelt (StÄLU) sowie die Landräte und (Ober-)Bürgermeister der kreisfreien Städte vorgesehen. Als obere Wasserbehörde fungiert das LUNG (Landesamt für Umwelt, Naturschutz und Geologie) in Güstrow.

### Niedersachsen
In Niedersachsen ist ein zweistufiger Aufbau im § 127 des Niedersächsischen Wassergesetzes (NWG) geregelt. Oberste Wasserbehörde ist das Fachministerium. Die Landkreise, die kreisfreien und die großen selbständigen Städte nehmen die Aufgaben der unteren Wasserbehörden wahr. Eine kreisfreie Stadt kann mit einem benachbarten Landkreis vereinbaren, dass der Landkreis auch für das Gebiet der Stadt die Aufgaben der unteren Wasserbehörde erfüllt.

### Nordrhein-Westfalen
In Nordrhein-Westfalen ist der Aufbau dreistufig und im 8. Kapitel des Wassergesetzes für das Land Nordrhein-Westfalen (LWG NRW) geregelt. Oberste Wasserbehörde ist das Ministerium für Umwelt, Landwirtschaft, Natur- und Verbraucherschutz (MULNV) in Düsseldorf. Obere Wasserbehörden sind die fünf Bezirksregierungen Arnsberg, Detmold, Düsseldorf, Köln und Münster. Als untere Wasserbehörden fungieren die 31 Kreise und 22 Kreisfreien Städte in NRW. Die Wasserbehörden sind im Sinne des § 115 LWG NRW Sonderordnungsbehörden. Die Aufsicht über die Behörden folgt der Behördenkaskade gemäß § 116 LWG NRW: Oberste beaufsichtigt Obere und diese die Unterste Wasserbehörde.

### Rheinland-Pfalz
Rheinland-Pfalz kennt eine dreistufige Wasserbehördenhierarchie. Untere Wasserbehörden sind die Kreisverwaltungen, in kreisfreien Städten die Stadtverwaltungen. Obere Wasserbehörden sind die Struktur- und Genehmigungsdirektionen. Oberste Wasserbehörde ist das für Wasserwirtschaft und Wasserrecht zuständige Ministerium, derzeit das Ministerium für Umwelt, Energie, Ernährung und Forsten. Als wasserwirtschaftliche Fachbehörden sind das Landesamt für Umwelt und die Struktur- und Genehmigungsdirektionen
eingerichtet.

### Saarland
Im Saarland besteht ein zweistufiges System. Oberste Wasserbehörde ist nach § 102 des Saarländischen Wassergesetzes (SWG) das Ministerium für Umwelt und Verbraucherschutz. Untere Wasserbehörden sind die unteren Bauaufsichtsbehörden (Landkreise, besonders ermächtigte Gemeinden und der Regionalverband Saarbrücken) für bestimmte aufgezählte Aufgaben und für alle anderen Aufgaben das Landesamt für Umwelt- und Arbeitsschutz. Einzelne Aufgaben können durch Rechtsverordnung auf die Bergbehörden übertragen werden.

### Sachsen
Im Freistaat Sachsen bestehen gemäß § 109 des Sächsischen Wassergesetzes (SächsWG) allgemeine und besondere Wasserbehörden. Allgemeine Wasserbehörden sind das Staatsministerium für Umwelt und Landwirtschaft als oberste Wasserbehörde, die Landesdirektion Sachsen als obere Wasserbehörde und die Landkreise und die Kreisfreien Städte als untere Wasserbehörden. Besondere Wasserbehörden sind das Landesamt für Umwelt, Landwirtschaft und Geologie, auch als technische Fachbehörde zur fachlichen Beratung und Unterstützung der obersten Wasserbehörde, und der Staatsbetrieb Landestalsperrenverwaltung, auch als Wasserbaudienststelle im Sinne des SächsWG.

### Sachsen-Anhalt
In Sachsen-Anhalt besteht nach § 10 des Wassergesetzes für das Land Sachsen-Anhalt (WG LSA) ein dreistufiges allgemeines Wasserbehördensystem. Oberste Wasserbehörde ist das für die Wasserwirtschaft zuständige Ministerium, derzeit das Ministerium für Umwelt, Landwirtschaft und Energie in Magdeburg. Obere Wasserbehörde ist das Landesverwaltungsamt in Halle (Saale). Untere Wasserbehörden sind die Landkreise und die kreisfreien Städte.
Daneben sind besondere Wasserbehörden eingerichtet: Das Landesamt für Umweltschutz ist technische Fachbehörde für die oberste Wasserbehörde und unterstützt die obere und die unteren Wasserbehörden auf Anforderung in schwierigen technischen Fragen. Der Landesbetrieb für Hochwasserschutz und Wasserwirtschaft Sachsen-Anhalt nimmt die Aufgaben des gewässerkundlichen Landesdienstes wahr.

### Schleswig-Holstein
In Schleswig-Holstein besteht nach § 108 des Landeswassergesetzes Schleswig-Holstein ein dreistufiges allgemeines Wasserbehördensystem. Das für Wasserwirtschaft zuständige Ministerium, derzeit das Ministerium für Energiewende, Landwirtschaft, Umwelt und ländliche Räume, ist oberste Wasserbehörde. Das Landesamt für Landwirtschaft, Umwelt und ländliche Räume fungiert als obere Wasserbehörde, die Landräte in den Landkreisen oder die Bürgermeister der kreisfreien Städte als untere Wasserbehörden. Als besondere Wasserbehörden sind die Küstenschutzbehörden eingerichtet. Als oberste Küstenschutzbehörde ist ebenfalls das Umweltministerium zuständig, welches durch Rechtsverordnung die untere Küstenschutzbehörde bestimmt, derzeit den Landesbetrieb für Küstenschutz, Nationalpark und Meeresschutz Schleswig-Holstein.

### Thüringen
In Thüringen ist nach dem Thüringer Wassergesetz Oberste Wasserbehörde das für die Wasserwirtschaft zuständige Thüringer Ministerium für Umwelt, Energie und Naturschutz und Obere Wasserbehörde das Thüringer Landesverwaltungsamt. Untere Wasserbehörden sind die Landkreise und kreisfreien Städte im übertragenen Wirkungskreis.